# 愛してもいいですか?
『愛してもいいですか?』（あいしてもいいですか?）は、日本の女性歌手・高橋みなみの1枚目のアルバム。2016年10月12日にUNIVERSAL MUSIC JAPAN（EMI RECORDSレーベル）より発売。

## 概説
本アルバムは2016年3月28日から2日間にわたって横浜スタジアムで開催された高橋のAKB48卒業コンサート「祝 高橋みなみ卒業 148.5cmの見た夢 in 横浜スタジアム」での会場アナウンスにおいてリリースが発表された。高橋は2013年3月にシングル「Jane Doe」をリリースしているが、アルバムとしては自身初の作品であり、加えてAKB48卒業後初のソロ作品でもある。その後、8月26日にメインビジュアルと収録内容が解禁された。
本作では岸谷香、高見沢俊彦、前山田健一らをアーティストに迎え、加えて高橋が崇拝する中森明菜の楽曲を多く手掛けた来生えつこ・来生たかお姉弟、槇原敬之、OKAMOTO'Sなどからも楽曲提供を受けた。シングル曲及びカップリング曲は収録しておらず、すべて本アルバムのために書き下ろされたオリジナル曲となっている。アルバムのタイトルはAKB48の総合プロデューサーである秋元康が10個ほどの候補を挙げ、その中から高橋本人によって最終的に決定された。売上枚数は約1万枚である。

## 収録曲

### CD
1. カガミヨカガミ [4:12]
作詞・作曲・編曲：槇原敬之
高橋が言うにはこの曲がこのアルバムのリード曲である[3]。
2. GIRLS TALK [4:21]
作詞：岸谷香・木村有里、作曲：岸谷香、編曲：板井直樹
岸谷は高橋にいくつかの質問をしてこの曲を作った[3]。
3. 愛しくて恋しすぎて [5:36]
作詞・作曲：高見沢俊彦、編曲：高見沢俊彦・岸利至
高橋が言うにはイントロで高見沢が作ったとわかるという[3]。
4. ティンクル [4:21]
作詞・作曲：玉置浩二、編曲：矢萩渉・Nagacho・新田雄一
高橋はこの曲を聞いたとき、意外にアイドルらしい曲で驚いた[3]。
5. 夢売る少女じゃいられない [4:01]
作詞：オカモトショウ、作曲：オカモトショウ・オカモトコウキ、編曲：OKAMOTO'S
高橋はライブで盛り上がる姿が想像できたという[3]。
6. 笑顔 [3:36]
作詞・作曲：真島昌利、編曲：シライシ紗トリ
高橋が言うには、シンプルな曲なのでありのままがでる[3]。
7. カツ丼 in da house [3:30]
作詞・作曲・編曲：前山田健一
高橋は遊び心がある曲を1曲望んでいたところこの曲の提供を受けた[3]。曲中の隣人の声は前山田である[3]。
8. アンバランス [4:28]
作詞：来生えつこ、作曲：来生たかお、編曲：安部潤
高橋は中森明菜のファンなので、ゆかりが強い来生から提供を受け感動した[3]。
9. わたしの証明 [3:46]
作詞：榊いずみ、作曲：榊いずみ・佐藤亙、編曲：佐藤亙
レコーディングに榊が参加し、褒めてもらえたので自由に歌うことができた[3]。
10. Kiss Miss Kiss  [3:25]
作詞・作曲：Carly Rae Jepsen・Billy Steinberg・Joshua Alexander、日本語詞：高橋みなみ、編曲：コモリタミノル
和訳して詞を書くのがとても難しかった[3]。秋元康に相談したらもう少し大人っぽいほうがいいとアドバイスを受けた[3]。
11. いつか [4:15]
作詞・作曲：Shun Naka（HY）、編曲：ソンルイ・飯塚啓介
高橋はライブのラストを飾るのに相応しい曲だと思った[3]。
12. あの空 [4:53]（Bonus Track）
作詞：高橋みなみといじめをなんとかしたい!みなさん、作曲：奥田もとい、編曲：若田部誠

### DVD
1. 「カガミヨカガミ」Music Video
2. 「愛してもいいですか?」スペシャルインタビュー
3. たかみなについて行きます 〜25歳のとある1日〜

### メディアでの使用
GIRLS TALK
アヴァベルオンライン「アヴァベルオンラインプレイ編」CMソング
あの空
「いじめをノックアウト」キャンペーンソング